# 新清真寺 (伊斯坦布尔)
新清真寺（土耳其語：Yeni Camii）或蘇丹皇太后清真寺（土耳其語：Valide Sultan Camii）是一座皇家清真寺，位于土耳其伊斯坦布尔的艾米諾努区，加拉塔大橋南端，濒临金角湾。它是伊斯坦布尔最著名的景点之一。 

## 历史
这座清真寺始建于1597年，由苏丹穆拉德三世的妻子莎菲耶蘇丹下令修建。

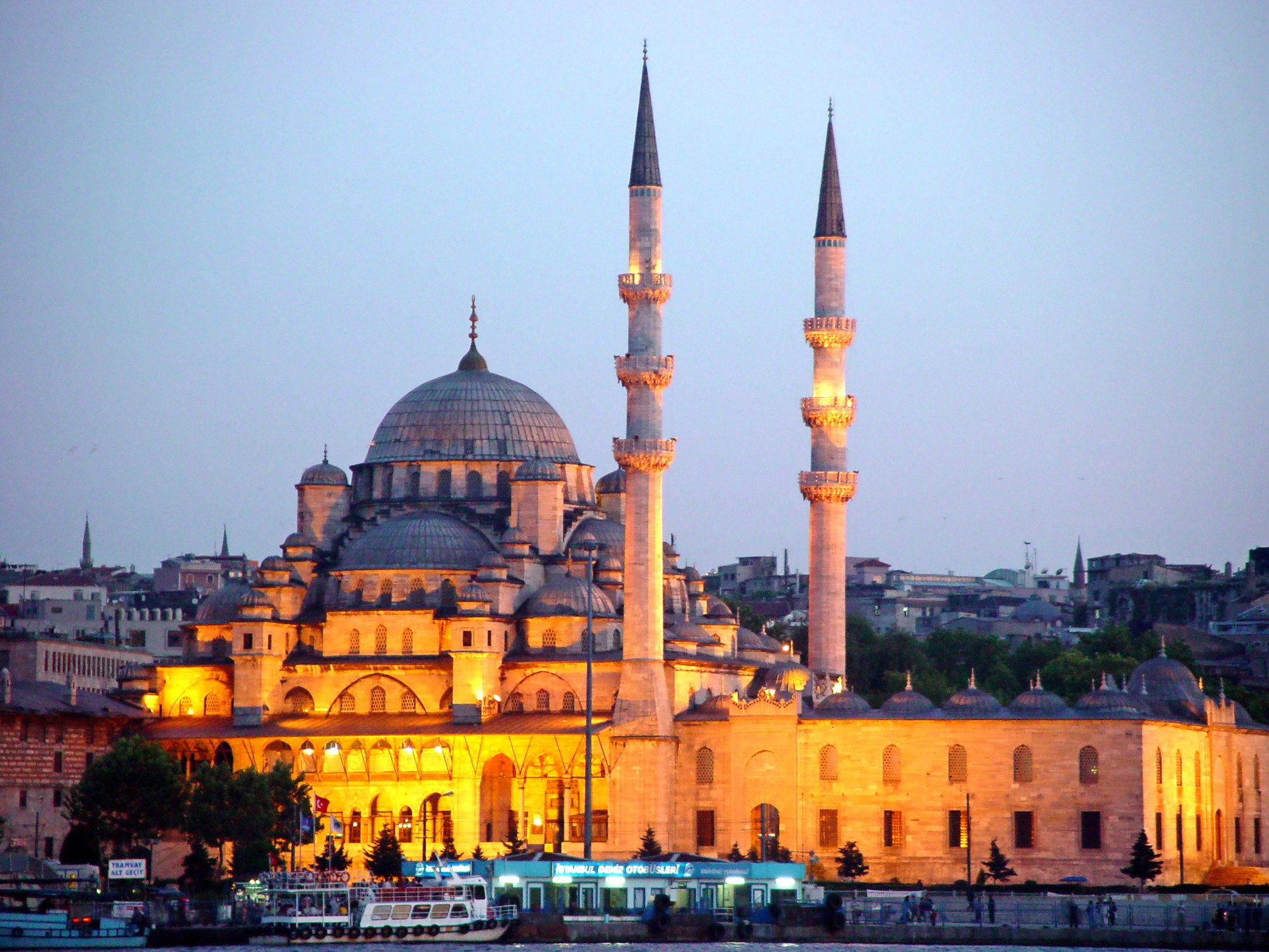
夜景
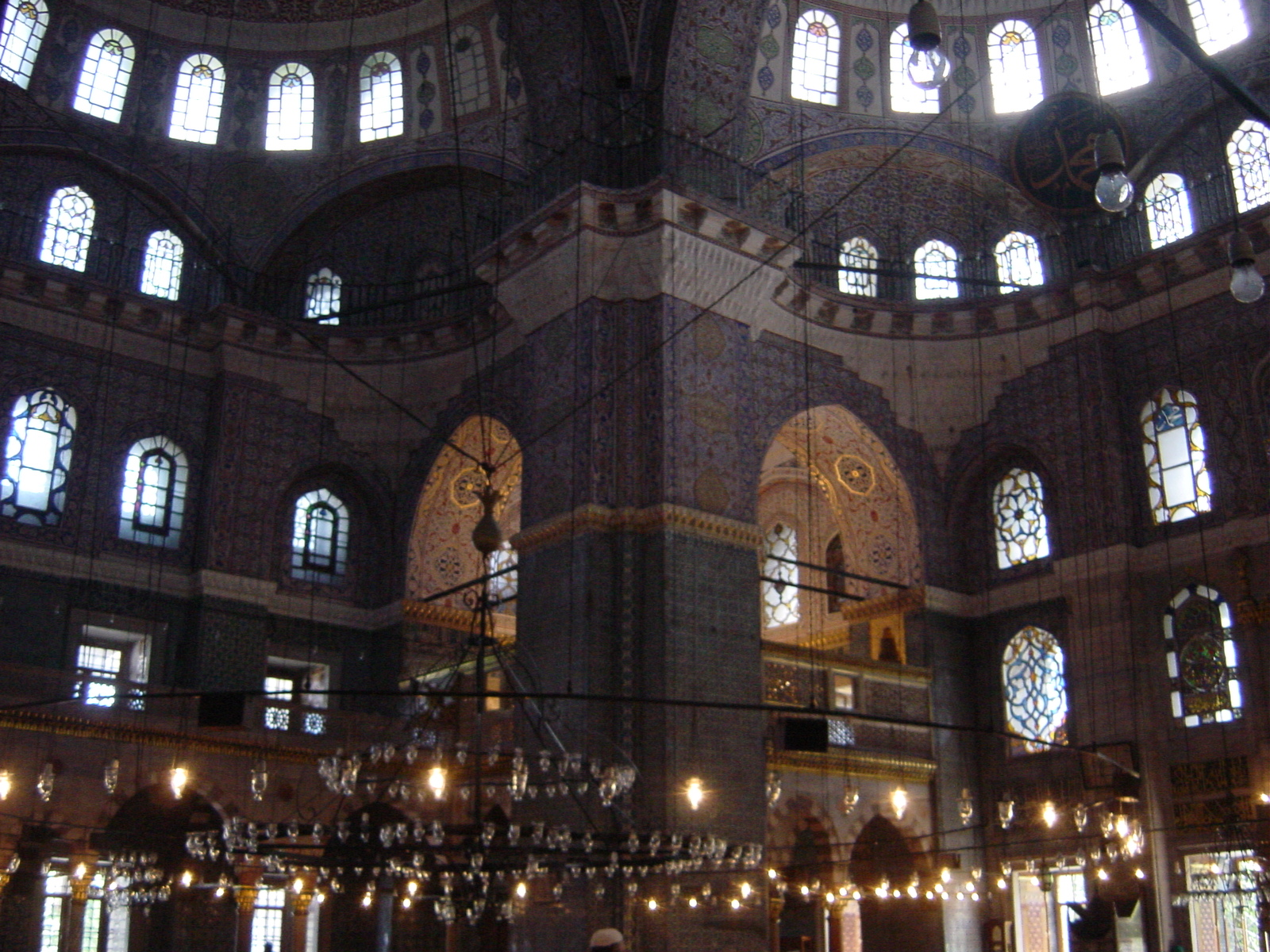
内部
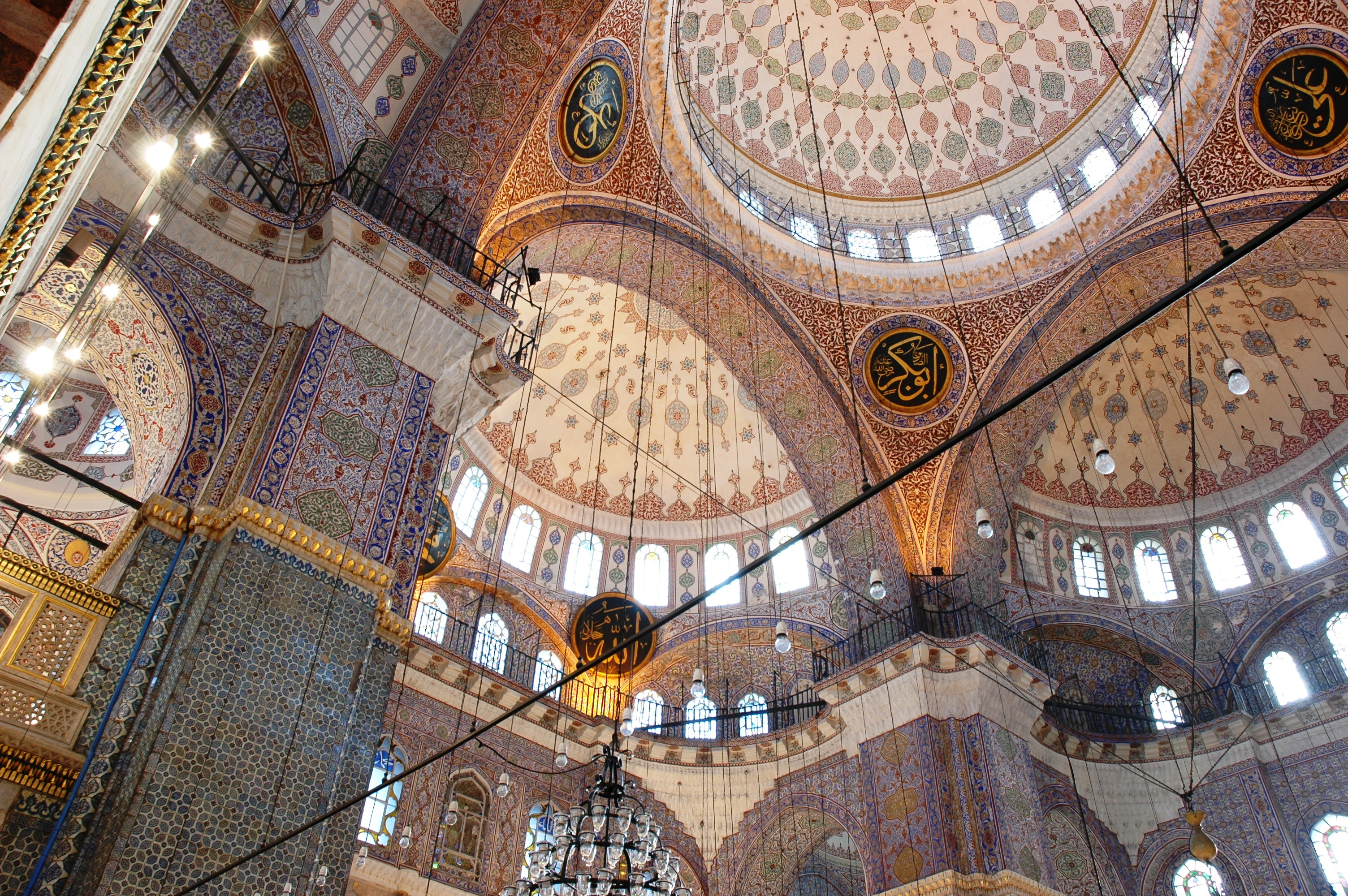
穹顶
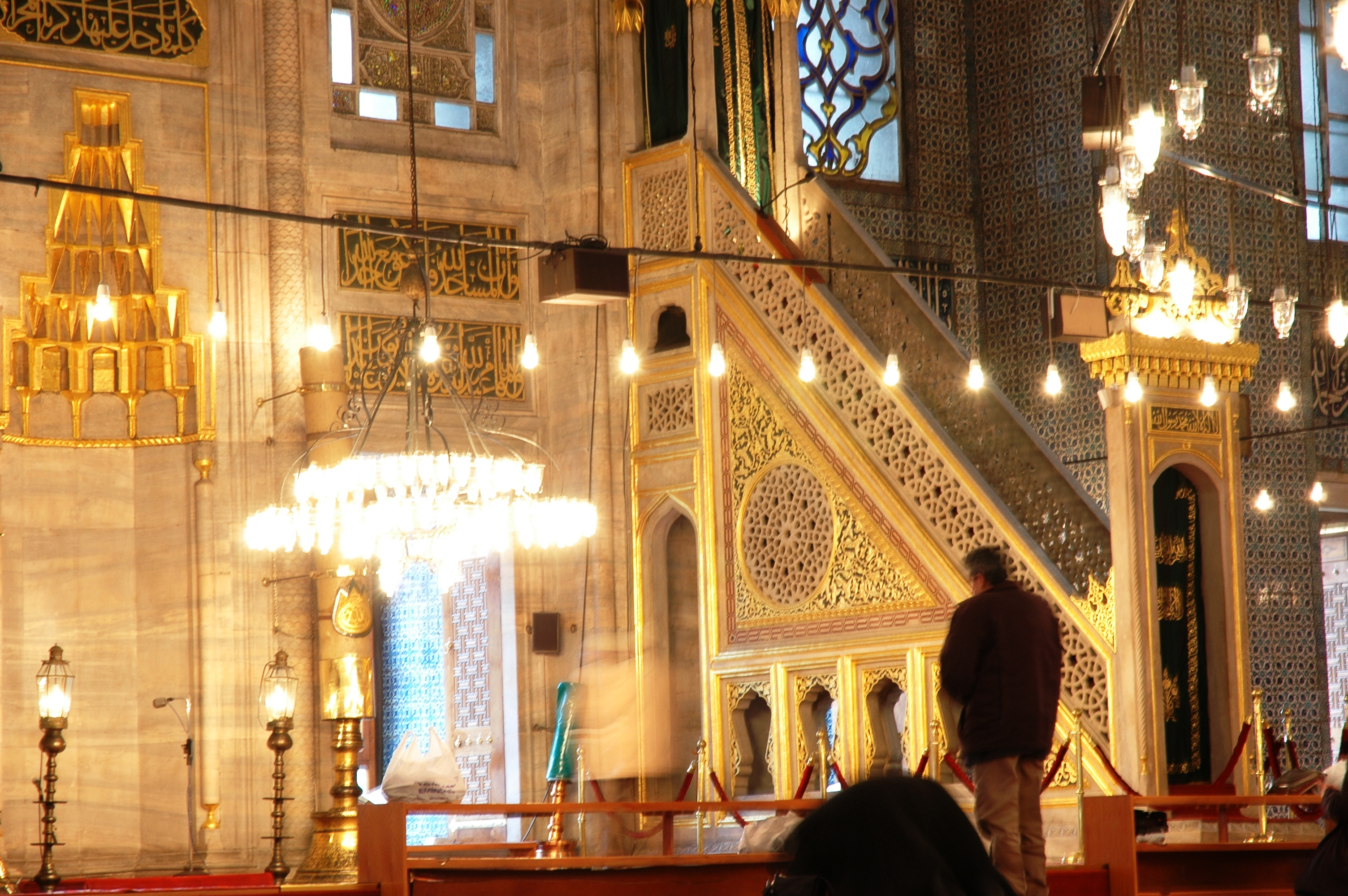
Minbar
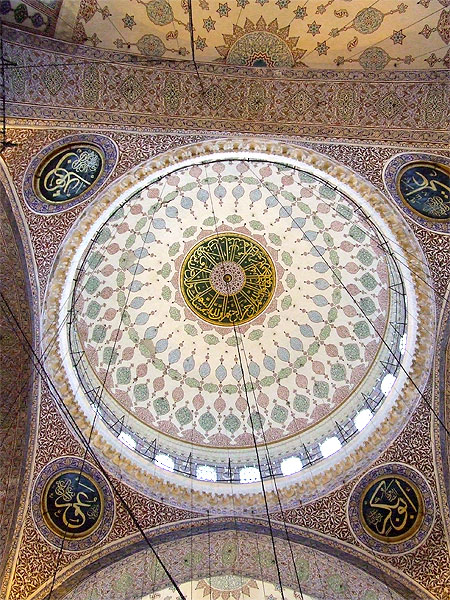
穹顶